# Melithreptus
Genre
Melithreptus est un genre de passereau qui comprend sept espèces.

## Liste d'espèces
Selon la classification du Congrès ornithologique international (version 2.6, 2010) :
- Melithreptus gularis  (Gould, 1837) - Méliphage à menton noir
- Melithreptus validirostris  (Gould, 1837) - Méliphage à bec fort
- Melithreptus brevirostris  (Vigors & Horsfield, 1827) - Méliphage à tête brune
- Melithreptus albogularis Gould, 1848 - Méliphage à menton blanc
- Melithreptus lunatus (Vieillot, 1802) - Méliphage à lunule
- Melithreptus chloropsis (Gould, 1844) – Méliphage du Swan
- Melithreptus affinis (Lesson, 1839) - Méliphage à tête noire

## Référence
- Vieillot, 1816 : Analyse d'une nouvelle ornithologie élémentaire. Paris, p. 1-70 (texte original).